# Сантьяго Грассі
Сантьяго Грассі (ісп. Santiago Grassi, 25 вересня 1996) — аргентинський плавець.
Учасник Олімпійських Ігор 2016 року.
Призер Панамериканських ігор 2015, 2019 років.